# Alfabeto pannigeriano

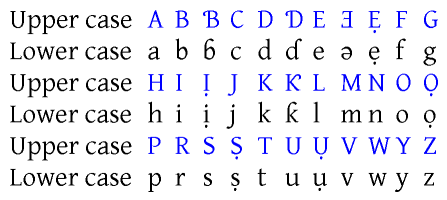
Letras del alfabeto pannigeriono

El alfabeto pannigeriano es un conjunto de 33 letras latinas estandarizadas por el Centro Nacional de Idiomas de Nigeria en los años 80. Se pretende que sea suficiente para escribir todas las lenguas de Nigeria sin necesidad de usar dígrafos.

## Historia
Debido a que en Nigeria se hablan varios cientos de idiomas diferentes, se usaban también múltiples alfabetos latinos, lo que impidió el uso generalizado de máquinas de escribir. En la década de 1980, el National Language Centre (NLC) se comprometió a desarrollar un solo alfabeto adecuado para escribir todos los idiomas del país y reemplazar el uso de la escritura árabe en algunos idiomas nigerianos que se propusieron durante la era colonial, tomando como punto de partida un modelo propuesto por el lingüista Kay Williamson en 1981. La familia de fuentes fue desarrollada en 1985-86 por Edward Oguejofor y Victor Manfredi, en cooperación con el NLC, con asistencia técnica de Hermann Zapf.

## Caracteres
Si se instala una fuente Unicode con los caracteres pannigerianos, entonces debería verse una tabla, como la que se muestra a continuación:
| Mayúscula | A  | Ạ  | B | Ɓ | C | D | Ɗ | E | Ẹ | F | G |
| Minúscula | Un | ụn | b | ɓ | c | d | ɗ | e | ẹ | f | G |
| Mayúscula | H  | I  | Ị | J | K | Ƙ | L | M | N | O | Ọ |
| Minúscula | h  | i  | ị | j | k | ƙ | l | m | n | o | ọ |
| Mayúscula | P  | R  | S | Ṣ | T | U | Ụ | V | W | Y | Z |
| Minúscula | p  | r  | s | ṣ | t | u | ụ | v | w | y | z |

Los acentos agudo (´), grave (`) y circunflejo (ˆ) también se usan para marcar el tono alto, bajo y descendente respectivamente. El tono medio (en idiomas que contrastan alto, medio y bajo) se deja sin marcar.

## Teclado
El siguiente teclado de máquina de escribir fue producido para el NLC por Olivetti:
|                       |                       |                       |                       |                       |                       |                       |          |          |    |     |     |     |     |     |                |                |                |                |                |                |                |                |                |                |                |                |                |                |                |                |                |                |                |                |                |                |                |                |                |        |        |        |        |        |    |    |    |    |          |          |          |             |             |             |             |             |             |             |             |          |
|                       |                       |                       |                       | ˆˊ                    | ˆˊ                    | ˆˊ                    | ˆˊ       | "2       | "2 | "2  | "2  | /3  | /3  | /3  | /3             | −4             | −4             | −4             | −4             | ₦5 €           | ₦5 €           | ₦5 €           | ₦5 €           | =6             | =6             | =6             | =6             | _7             | _7             | _7             | _7             | ǀ8             | ǀ8             | ǀ8             | ǀ8             | (9             | (9             | (9             | (9             | )?     | )?     | )?     | )?     | Ɲ      | Ɲ  | Ɲ  | Ɲ  | Ɪ  | Ɪ        | Ɪ        | Ɪ        | ⌫ Backspace | ⌫ Backspace | ⌫ Backspace | ⌫ Backspace | ⌫ Backspace | ⌫ Backspace | ⌫ Backspace | ⌫ Backspace |          |
| ↹ Tabulador           | ↹ Tabulador           | ↹ Tabulador           | ↹ Tabulador           | ↹ Tabulador           | ↹ Tabulador           | Q                     | Q        | Q        | Q  | W   | W   | W   | W   | E   | E              | E              | E              | R              | R              | R              | R              | T              | T              | T              | T              | Y              | Y              | Y              | Y              | U              | U              | U              | U              | I              | I              | I              | I              | O              | O              | O      | O      | P      | P      | P      | P  | Ụ  | Ụ  | Ụ  | Ụ        | Ị        | Ị        | Ị           | Ị           |             |             |             |             |             |             |          |
| ⇫ Cerradura de gorras | ⇫ Cerradura de gorras | ⇫ Cerradura de gorras | ⇫ Cerradura de gorras | ⇫ Cerradura de gorras | ⇫ Cerradura de gorras | ⇫ Cerradura de gorras | A        | A        | A  | A   | S   | S   | S   | S   | D              | D              | D              | D              | F_             | F_             | F_             | F_             | G              | G              | G              | G              | H              | H              | H              | H              | J_             | J_             | J_             | J_             | K              | K              | K              | K              | L              | L      | L      | L      | Ọ      | Ọ      | Ọ  | Ọ  | Ẹ  | Ẹ  | Ẹ        | Ẹ        | Ạ        | Ạ           | Ạ           | Ạ           | ↲ Introduce | ↲ Introduce | ↲ Introduce | ↲ Introduce | ↲ Introduce |          |
| ⇧ Cambio              | ⇧ Cambio              | ⇧ Cambio              | ⇧ Cambio              | ⇧ Cambio              | ⇧ Cambio              | ⇧ Cambio              | ⇧ Cambio | ⇧ Cambio | Z  | Z   | Z   | Z   | X   | X   | X              | X              | C              | C              | C              | C              | V              | V              | V              | V              | B              | B              | B              | B              | N              | N              | N              | N              | M              | M              | M              | M              | Ñ              | Ñ              | Ñ              | Ñ      | Ŋ      | Ŋ      | Ŋ      | Ŋ      | Ṣ  | Ṣ  | Ṣ  | Ṣ  | ⇧ Cambio | ⇧ Cambio | ⇧ Cambio | ⇧ Cambio    | ⇧ Cambio    | ⇧ Cambio    | ⇧ Cambio    | ⇧ Cambio    | ⇧ Cambio    | ⇧ Cambio    | ⇧ Cambio    | ⇧ Cambio |
| Ctrl                  | Ctrl                  | Ctrl                  | Ctrl                  | Ctrl                  | ⊞                     | ⊞                     | ⊞        | ⊞        | ⊞  | Alt | Alt | Alt | Alt | Alt | Barra espacial | Barra espacial | Barra espacial | Barra espacial | Barra espacial | Barra espacial | Barra espacial | Barra espacial | Barra espacial | Barra espacial | Barra espacial | Barra espacial | Barra espacial | Barra espacial | Barra espacial | Barra espacial | Barra espacial | Barra espacial | Barra espacial | Barra espacial | Barra espacial | Barra espacial | Barra espacial | Barra espacial | Barra espacial | Alt Gr | Alt Gr | Alt Gr | Alt Gr | Alt Gr | Fn | Fn | Fn | Fn | Fn       | ≡        | ≡        | ≡           | ≡           | ≡           | Ctrl        | Ctrl        | Ctrl        | Ctrl        | Ctrl        |          |

En este diseño de teclado de máquina de escribir, no se asignaron las letras Q y X, puesto que no forman parte del alfabeto, y los dígitos 0 o 1 tenían que ingresarse como O e I mayúsculas. Faltaban las teclas en gris (para las computadoras modernas).
En el teclado moderno para computadoras, los dígitos distintivos 0 y 1 se colocan en las posiciones no desplazadas de las teclas de la primera fila (como otros dígitos), la letra Q se asigna como en los diseños QWERTY estándar, pero las teclas muertas al comienzo de la primera y segunda la fila debe moverse a la tecla 102 al comienzo de la primera fila (reduciendo el ancho de la tecla de mayúsculas izquierda), y a la posición desplazada de la nueva tecla asignada al dígito 0 en la primera fila.
En todos los casos, la tecla Intro puede variar entre esta tecla en forma de L en dos filas y la tecla horizontal solo en la tercera fila (moviendo la tecla asignada a la letra Ǝ al final de la segunda fila).

### Dispositivos telefónicos
Algunos teclados de teléfonos inteligentes en pantalla, como los teclados Swiftkey, Touchpal, Multiling y African, son totalmente compatibles con los alfabetos pannigerianos.